# Гендерний есенціалізм
Гендерний есенціалізм — теорія, яка приписує жінкам і чоловікам відмінні внутрішні якості. Базуючись на есенціалізмі, він вважає, що існують певні універсальні, вроджені, біологічні (або психологічні) ознаки статі, які лежать в основі багатьох групових відмінностей, що спостерігаються в поведінці чоловіків і жінок.
У західній цивілізації це запропоновано в письменах, що сягають корінням у стародавню Грецію.:1 З появою християнства рання грецька модель була виражена в теологічних дискусіях як доктрина про те, що існують дві різні статі, чоловіча та жіноча, створені Богом, і що люди незмінно є тими чи іншими. Ця точка зору залишалася практично незмінною до середини ХІХ століття. Це змінило місце походження істотних відмінностей від релігії до біології, за словами Сандри Бем, «від грандіозного творіння Бога [до] його наукового еквівалента: величного творіння еволюції», але віра в незмінне походження не змінилася.:2
Альтернативи гендерному есенціалізму були запропоновані в середині ХХ століття. Під час фемінізму другої хвилі Симона де Бовуар та інші феміністки в 1960-х і 70-х роках висунули теорію про те, що гендерні відмінності були соціально сконструйовані. Іншими словами, люди поступово пристосовуються до гендерних відмінностей через свій досвід соціального світу. Нещодавно Джудіт Батлер висунула теорію про те, що гендер створюється перформативно. Хоча відкидається багатьма феміністськими теоретиками, гендерний есенціалізм проливає світло на соціальні конструкції, що оточують гендер, які зустрічаються в суспільстві, а також на суспільні погляди на стать і сексуальність.

## Претензії

### Нормальна стать
Гендерна есенціалістична теорія нормальної статі ґрунтується на ідеї, що існує лише дві статі — чоловіча та жіноча. Це твердження аналізує теоретикиня фемінізму Монік Віттіг у своїй статті «Жінкою не народжуються». У своєму творі головне твердження Віттіг протистоїть теорії гендерного есенціалізму, стверджуючи, що не існує «природної» групи жінок, і ця ідея заснована на патріархальному гнобленні, сексизмі та гомофобії.

### Маскулінність
Гендерний есенціалістський твердження про маскулінність теоретизує, що чоловіки домінують, а жінки підкоряються. Теоретикиня фемінізму Сандра Бем аналізує це твердження та його коріння у своїй книзі «Гендерні лінзи: трансформація дебатів про статеву нерівність» (1993 рік). Бем також розкриває те, як гендерні відмінності сприймаються в суспільстві та як патріархальні погляди та твердження про біологію працюють разом, щоб «відтворити чоловічу силу».:1–3

## У релігії
Дихотомія чоловік-жінка була важливим фактором у більшості релігій. В авраамічних релігіях різниця між чоловіком і жінкою встановлюється на початку часу, з біблійними словами про Адама і Єву «…на образ Божий створив їх; чоловіка і жінку створив їх», вказуючи на те, що різниця встановлена Богом. Деякі обговорюють, чи є цей вірш вираженням гендерного есенціалізму чи посиланням на людство в цілому.

### Релігія і біологія
Гендерний есенціалізм перебував під сильним впливом як релігії, так і науки, причому релігія була визначною причиною гендерного есенціалізму до середини 1800-х років. Міркування зрештою змінилися від релігії до науки, але все ще підтримували те саме есенціалістичне мислення.:16–17

#### Святі останніх днів
Офіційна точка зору Церкви Ісуса Христа Святих останніх днів (церква LDS) — це есенціалістська віра в гендер. Заява церкви LDS 1995 року «Сім'я: Проголошення світові» проголошує стать «суттєвою характеристикою» та «вічною ідентичністю». Мормони загалом вірять у вічне життя і в те, що вічна стать людини не може відрізнятися від її фізичної статі при народженні. Церковні правила дозволяють, але не вимагають, відлучення від церкви для тих, хто обирає хірургічну корекцію статі, і відмовляє їм у членстві у священстві.

## В біології
Гендерний есенціалізм біології стверджує, що гендерні відмінності вкорінені в природі та біології. Історичні погляди, засновані на гендерному есенціалізмі, стверджують, що існують біологічні причини відмінностей між чоловіками та жінками, наприклад, жінки народжують, а чоловіки виходять на полювання. Це твердження детально проаналізовано Емілі Мартін у її статті «Медичні метафори жіночих тіл: менструація та менопауза». У своїй статті Мартін розглядає деякі історичні погляди, які використовували біологію для пояснення відмінностей між жінками та чоловіками. Однією з поширених думок у Стародавній Греції було те, що чоловіки були вищими за жінок, оскільки вони могли виводити токсини з потом, тоді як жінки, щоб позбутися токсинів, мали менструацію.
У 1975 році американський біолог Едвард Осбон Вілсон заявив, що «як людська, так і соціальна поведінка та людська організація» закодовані в людських генах.:14 Пізніше він доповнив це твердження, використовуючи приклад розмноження та те, як один самець може запліднити багато самок, але самка може бути запліднена лише одним самцем.:14

### Біологізм
Біологізм — це особлива форма есенціалізму, яка визначає жіночу та чоловічу сутність у термінах біологічних здібностей. Ця форма есенціалізму базується на формі редукціонізму, тобто соціальні та культурні фактори є наслідками біологічних причин. Біологічний редуктивізм «стверджує, що анатомічні та фізіологічні відмінності, особливо репродуктивні відмінності, характерні для чоловіків і жінок, визначають як значення мужності, так і жіночності, а також відповідно різні позиції чоловіків і жінок у суспільстві». Біологізм використовує функції відтворення, виховання, неврології, нейрофізіології та ендокринології для обмеження соціальних і психологічних можливостей жінки відповідно до біологічно встановлених меж. Він стверджує, що біологічна наука є незмінним визначенням ідентичності, що неминуче «є постійною формою соціального обмеження для жінок».
Натуралізм також є частиною системи есенціалізму, де фіксована природа постулюється для жінок через теологічні чи онтологічні, а не біологічні підстави. Прикладом цього може бути твердження про те, що жіноча природа є даною Богом властивістю, або онтологічні інваріанти в екзистенціалізмі Сартра чи фрейдистському психоаналізі, які розрізняють статі у «твердженні, що людський суб'єкт є певним чином вільним або що соціальна позиція суб'єкта є функцією його або її генітальної морфології». Ці системи використовуються для гомогенізації жінок в одну окрему категорію та зміцнення бінарності між чоловіками та жінками.

### Вища стать
Протягом історії жінки вважалися покірною та нижчою статтю. У Стародавній Греції ця точка зору підтримувалася віруванням, що жінки повинні позбавляти своє тіло від токсинів за допомогою менструації, тоді як чоловіки можуть виводити токсини потом.:239 До 1800-х років ця точка зору залишалася незмінною, але міркування змінилися. У 1879 році французький лікар Гюстав Ле Бон пояснив цю неповноцінність жінок тим, що їхній мозок ближчий до розміру горили, ніж мозок більшості чоловіків. Ле Бон також стверджував, що жінки непостійні, непослідовні, їм бракує думки та логіки, і вони не здатні міркувати.:14

### Розвиток дитини
Було помічено, що діти роблять гендерні категоризації та демонструють есенціалістські переконання щодо гендерних переваг і ознак. Прихильники ґендерного есенціалізму припускають, що діти у віці від 4 до 10 років демонструють тенденцію схвалювати роль природи у визначенні ґендерно-стереотипних властивостей, «ранню схильність розглядати ґендерні категорії як такі, що передбачають суттєву, глибинну схожість», яка поступово зменшується в міру того, як вони переходять до початкової школи.

## Критика

### Феміністична критика
У феміністичній теорії та гендерних дослідженнях гендерний есенціалізм — це приписування фіксованої сутності жінкам. Жіноча сутність вважається універсальною і зазвичай ототожнюється з тими характеристиками, які розглядаються як специфічно жіночі. Ці ідеї жіночності зазвичай пов'язані з біологією та часто стосуються психологічних характеристик, таких як турбота, емпатія, підтримка, неконкурентоспроможність тощо.
Еліс Рей Хелфорд, дослідниця гендерних питань, зазначає, що теорію Лаури Малві про чоловічий погляд критикували за есенціалізм.
У 1980 році Монік Віттіг опублікувала статтю «Жінкою не народжуються», де обговорюється те, як гендерні есенціалістичні погляди на чоловіків, жінок і гендерні ролі впливають на відновлення патріархальних ролей та ідей у суспільстві. Вона також розповідає про те, як ці погляди сприяють пригніченню жінок, зосереджуючись на «лесбійстві» та тому, як це суперечить «правилам», які встановило суспільство. Твір Віттіг намагається показати, як твердження гендерних есенціалістів про нормальний гендер вкорінене в гомофобії та як ці корені продовжують допускати пригнічення жінок.
У 1988 році Емілі Мартін опублікувала «Медичні метафори жіночого тіла: менструація та менопауза». У цьому матеріалі аналізується історія гендерних есенціалістських тверджень і те, як біологія використовувалася для пояснення відмінностей між статями. Це твердження біології, за словами Мартіна, сягає стародавньої Греції.:239 Мартін пояснює, що впродовж історії погляди на жінок змінювалися: менструація спочатку розглядалася як щось важливе, але все ще те, що робило жінок меншими, але пізніше змінилося, щоб розглядати їх як розлад, який негативно впливає на життя жінок.:241 Твір Мартіна дає зрозуміти, як суспільство надає великого значення різним біологічним процесам між статями.
Публікація Сандри Бем «The Lenses of Gender» 1993 року розповідає про те, як гендерні відмінності сприймаються суспільством. Вона також розповідає про те, як есенціалістичні гендерні ролі відтворюють чоловічу силу.:2

#### Трансфеміністська критика
Гендерний есенціалізм у феміністичній теорії представляє проблему щодо трансфемінізму. Ґейл Саламон пише, що трансдослідження мають бути «розривом цієї категорії, особливо якщо цей розрив потребує нової артикуляції стосунків між статтю та гендером, чоловіком і жінкою». Транссуб'єктивність кидає виклик бінарності гендерного есенціалізму, оскільки вона порушує «фіксовану таксономію статі», і це створює опір у жіночих дослідженнях, які як дисципліна історично залежали від фіксованості статі.
Сенді Стоун запропонувала критику есенціалістських дискурсів гендеру в «Імперія завдає удару у відповідь: посттранссексуальний маніфест» (1987), основоположному есе в дослідженнях трансгендерності. Відтоді на цю тему писали інші теоретики, такі як Джек Халберстам, Джей Проссер, Джудіт Батлер, Джулія Мішель Серано, Пол Б. Пресіадо та Сьюзен Страйкер.

#### Феміністська підтримка есенціалізму
Деякі феміністки припускають гендерний есенціалізм або відкрито його аргументують. Культурний фемінізм, наприклад, є штамом радикального фемінізму, який звертається до гендерного есенціалізму, щоб піднести те, що він вважає внутрішньо жіночим.
У своїй книзі "Справа проти сексуальної революції " Луїза Перрі зазначає, що чоловіки та жінки виявляють значні групові відмінності в виміряній соціосексуальності, і стверджує, що з точки зору еволюційної біології такі відмінності слід очікувати, враховуючи різні доступні репродуктивні стратегії. до кожної статі. Перрі робить висновок, що заперечення гендерного есенціалізму, принаймні в цьому випадку, завдає шкоди інтересам жінок, віддаючи перевагу культурі сексуальної взаємодії, яка краще відповідає сексуальним уподобанням чоловіків з високим статусом. Книга Перрі викладає інші аргументи на цю тему, які також досліджували та розвивали інші феміністки.

### Інтерсекційна критика
Аналіз гендеру вже давно є центральною проблемою феміністської теорії, яка намагалася дослідити, як гендер створює значення. Розробляючи теорії гендеру, феміністичний дискурс часто ігнорував інші аспекти жіночої ідентичності, такі як раса, клас і сексуальна орієнтація, тим самим маргіналізуючи голоси та досвід кольорових жінок, незахідних жінок, жінок робітничого класу, квір-жінок і жінок, які не належать до західного світу, і трансжінки.
Есенціалізм кидає виклик феміністичній теорії, ставлячи під сумнів те, як гендер може бути як ідентичністю, так і маркером відмінності, створюючи проблеми для ідеї суб'єктивності у феміністських теоріях. Чорношкірі та лесбійські феміністки, зокрема, стверджували, що феміністська теорія часто спиралася на гендерний есенціалізм, використовуючи категорію «жіночого досвіду» для представлення всіх жінок. Таким чином, феміністська теорія робить універсалізаційні та нормалізуючі твердження, які відображають реалії білих, західних, гетеросексуальних, цисгендерних жінок та жінок середнього чи вищого класу, водночас маючи на увазі, що цей досвід є універсальним для всіх жінок.
У 1993 році Патріс Ді Квінціо писала, що критики виключення стверджують, що ця проблема випливає із зосередженості феміністичної теорії на теоретичному осмисленні жіночого досвіду виключно через призму гендеру. Для вирішення цієї проблеми дехто пропонує прийняти інтерсекційний підхід, який враховує взаємопов'язаний досвід раси, класу, гендеру та сексуальності.

### Постструктуралістська критика
Постструктуралізм, як сформульовано Джудіт Батлер, належить до «сфери критичних практик, які не можна підсумувати і які, отже, піддають сумніву формувальну та виключаючу силу статевих відмінностей». Ця основа дозволяє критикувати гендерний есенціалізм, сприяючи аналізу, критиці та політичному втручанню, розширюючи політичну уяву фемінізму за межі традиційних обмежень. Постструктурний фемінізм не представляє фіксовану позицію, а скоріше надає інструменти та концепції, які можна «повторно використовувати та переосмислювати, виставляти як стратегічні інструменти та ефекти та піддавати критичному перенапису та перерозподілу».
Такі критики, як Сьюзен Бордо, припускають, що Батлер зводить гендер до мови й абстракції.

## Соціальне конструювання гендеру
Основною альтернативою гендерному есенціалізму є теорія соціального конструювання гендеру. На відміну від гендерного есенціалізму, соціальний конструкціонізм розглядає гендер як створений суспільством і культурою та впливом на них, які відрізняються за часом і місцем. Теорії соціального конструювання гендеру виросли з теорій фемінізму другої хвилі другої половини ХХ століття.
Теорію гендерної перформативності Джудіт Батлер можна розглядати як засіб показати «шляхи, за допомогою яких рефіковані та натуралізовані концепції гендеру можна розуміти як конституйовані та, отже, здатні конституювати по-іншому». Батлер використовує феноменологічну теорію дій, яку підтримували Едмунд Гуссерль, Моріс Мерло-Понті та Джордж Герберт Мід, яка прагне пояснити світський спосіб, у який «соціальні агенти конституюють соціальну реальність через мову, жести та всілякі символічні соціальні знаки», створити її концепцію гендерної перформативності. Вона починає з цитування твердження Сімони де Бовуар про те, що «жінкою не народжуються, а стають».
Це твердження відрізняє стать від гендеру, припускаючи, що гендер є аспектом ідентичності, який набувається поступово. Це розрізнення між статтю, як анатомічними аспектами жіночого тіла, і статтю, як культурним значенням, що формує тіло та різні способи тілесної артикуляції, означає, що «більше неможливо приписувати цінності або соціальні функції жінок до біологічної необхідності». Батлер інтерпретує це твердження як присвоєння доктрини конституювання актів із традиції феноменології. Батлер робить висновок, що "гендер ні в якому разі не є стабільною ідентичністю чи місцем дії, з якого випливають різноманітні акти; скоріше, це ідентичність, незначно сформована в часі — ідентичність, встановлена через стилізацію тіла, і, отже, її слід розуміти як повсякденний спосіб, у який тілесні жести, рухи та дії різного роду утворюють ілюзію незмінного гендерного «я».
Кендіс Вест і Сара Фенстермейкер у своєму тексті 1995 року «Зробити різницю» також концептуалізують гендер «як рутинне, методичне та постійне досягнення, яке включає комплекс перцептивних, взаємодіючих та мікрополітичних дій, які перетворюють конкретні прагнення як вираження чоловічої та жіночої „натури“».
Це не означає, що матеріальна природа людського тіла заперечується, натомість вона переосмислюється як окрема від процесу, завдяки якому «тіло починає нести культурні значення». Таким чином, сутність гендеру не є природною, оскільки гендер сам по собі не є природним фактом, а результатом осідання конкретних тілесних дій, які були вписані в тіло через повторення та реартикуляцію з часом. «Якщо реальність гендеру конституюється самою виставою, тоді немає звернення до суттєвої та нереалізованої „статі“ чи „гендеру“, які нібито виражають гендерні вистави».

## Додаткові джерела
- Rippon, Gina; Jordan-Young, Rebecca; Fine, Cordelia; Kaiser, Anelis (28 серпня 2014). Recommendations for sex/gender neuroimaging research: key principles and implications for research design, analysis and interpretation. Frontiers in Human Neuroscience. Frontiers. 8: 650. doi:10.3389/fnhum.2014.00650. PMC 4147717. PMID 25221493.
- Witt, Charlotte (2011). The metaphysics of gender. New York: Oxford University Press. ISBN 9780199740406.| Довідкові видання    | Fandom (англ.)     |
| Нормативний контроль | GKG: /g/11dfh3kjhd |